# جون ديسروشر
جون ديسروشر (بالإنجليزية: John Desrocher)‏ دبلوماسي أمريكي أكده مجلس الشيوخ في الولايات المتحدة كسفير الولايات المتحدة لدى الجزائر. وهو عضو مهني في الخدمة الخارجية العليا، عمل دبلوماسيا منذ عام 1988. وقبل أن يتولى منصبه الحالي، شغل منصب نائب مساعد وزير الخارجية لشؤون مصر والشؤون المغاربية في مكتب شؤون الشرق الأدنى في وزارة الخارجية الأمريكية الدولة. ديسروشر هو نائب رئيس البعثة السابق والقنصل العام في سبع بعثات للولايات المتحدة في الخارج.

## وصلات خارجية
- السيرة الذاتية في وزارة الخارجية الأمريكية